# HSwMS Belos (A214)
HSwMS Belos (A214) est un navire de sauvetage de sous-marin de la marine suédoise de la 1ère flottille de sous-marins. Elle porte le Véhicule de sauvetage sous-marin URF. Elle est également capable de transporter le système de sauvetage de l'OTAN Nato submarine rescue system. Le HSwMS Belos est actuellement [2017] le plus grand navire (par déplacement) de la marine suédoise.

## Histoire
Le HMS Belos est traditionnellement le nom du navire de sauvetage sous-marin de la marine suédoise et il est le troisième navire portant ce nom.
Le HMS Belos a été construit en 1985 comme navire de ravitaillement pour l'industrie pétrolière et gazière offshore. Le nom original était Energy Supporter,. Le HMS Belos et l'engin sous-marin URF forment le système suédois de sauvetage sous-marin,. Le HMS Belos peut effectuer des travaux de plongée et sous-marins avec une montre de plongée humide ou avec des embarcations sous-marines.Le navire dispose d'une propulsion spéciale pour pouvoir rester immobile au-dessus d'une zone sans avoir à mouiller (positionnement dynamique). Après son rachat par la marine suédoise, il est reconstruit pour répondre à son usage actuel. Il entre en service en 1992, après quoi l'ancien HMS Belos (1961) est mis hors service en 1993. Le HMS Belos, troisième du nom, appartient à la première flottille de sous-marins à Karlskrona et est le plus grand navire de guerre suédois.
En mars 2004, le HMS Belos a récupéré le DC3 abattu 52 ans plus tôt à l'est de Gotska Sandön. Un avion de sport qui s'est écrasé en mer en 2006 a été récupéré au large de la côte sud de la Suède.

## Galerie

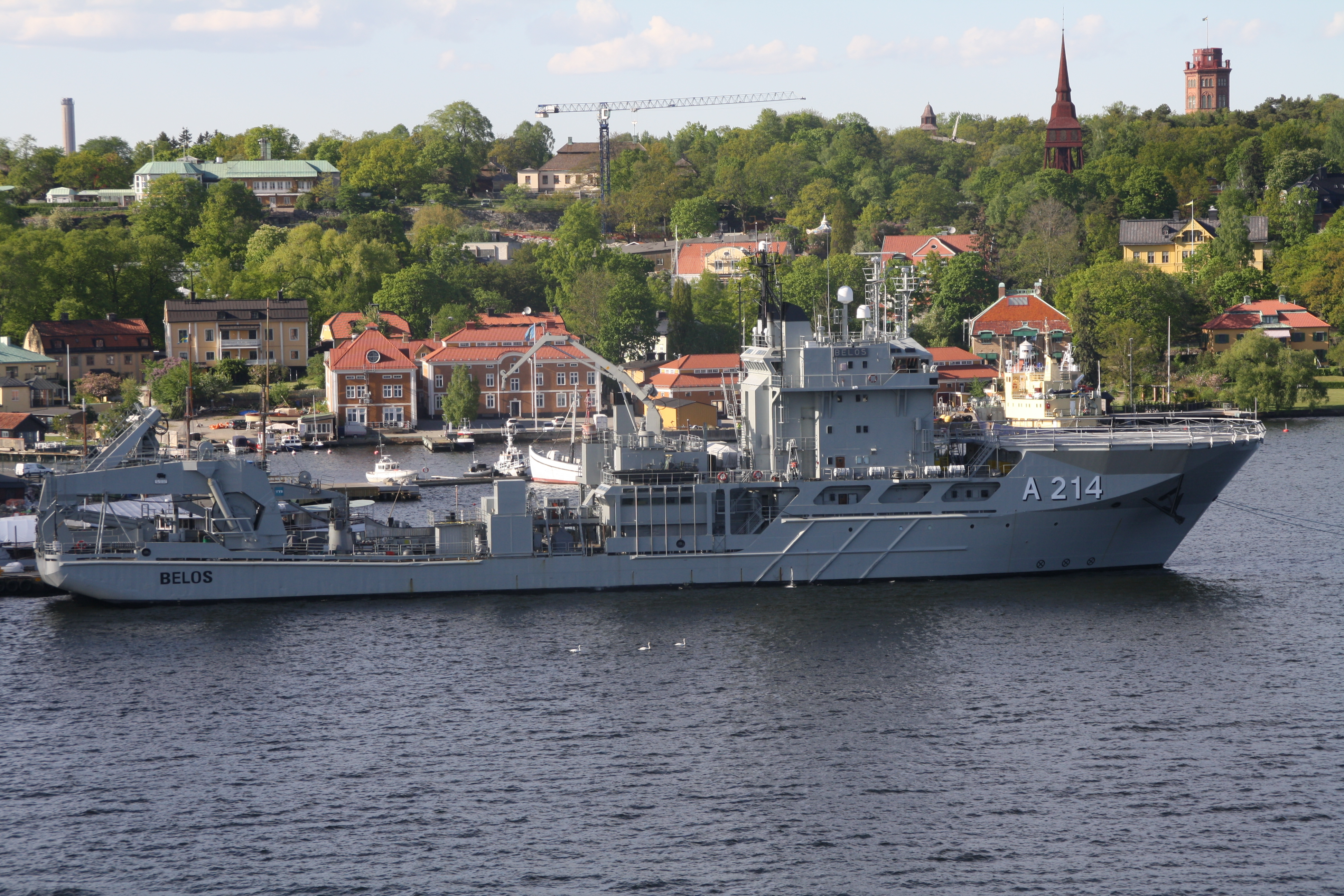
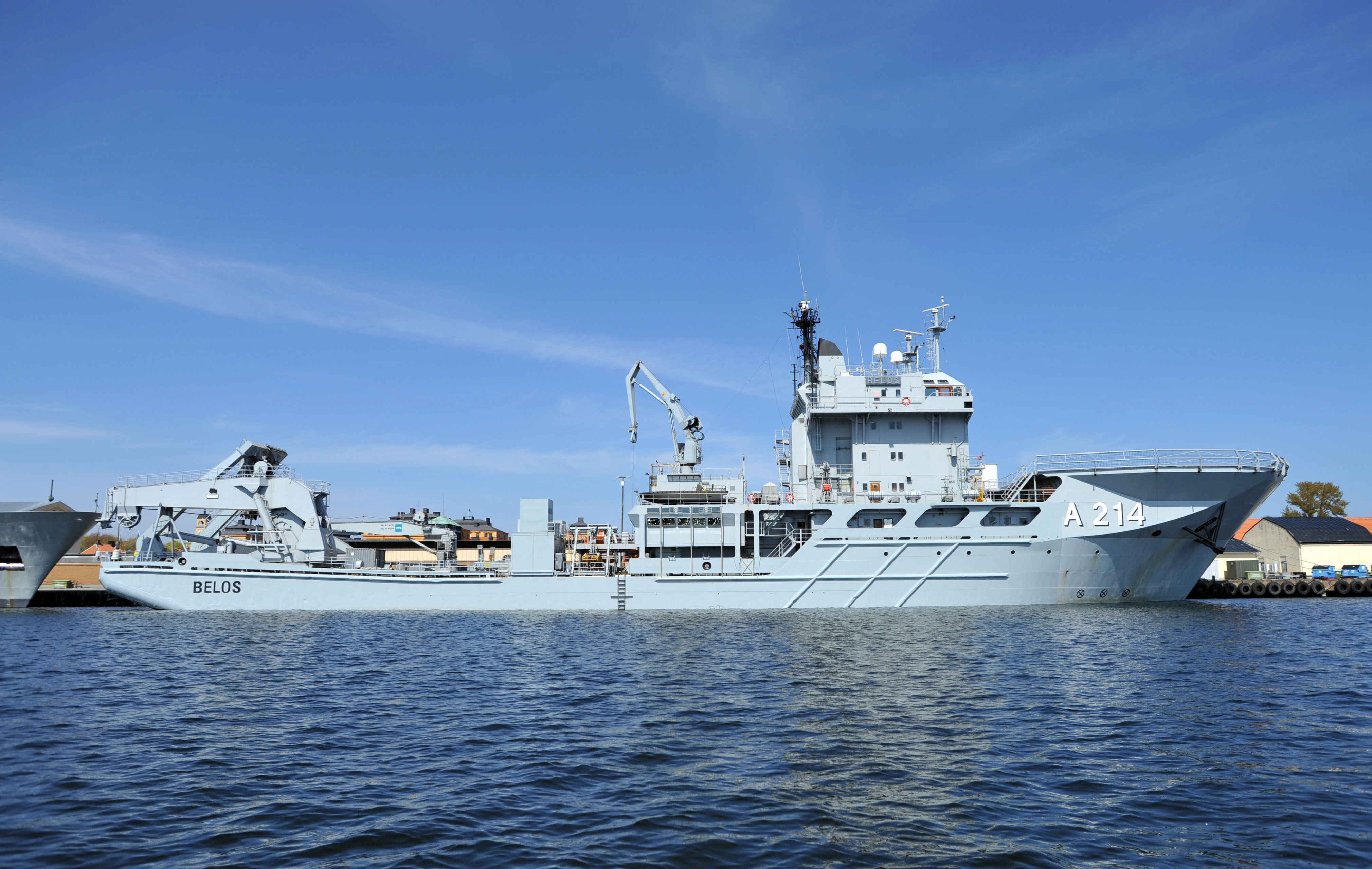
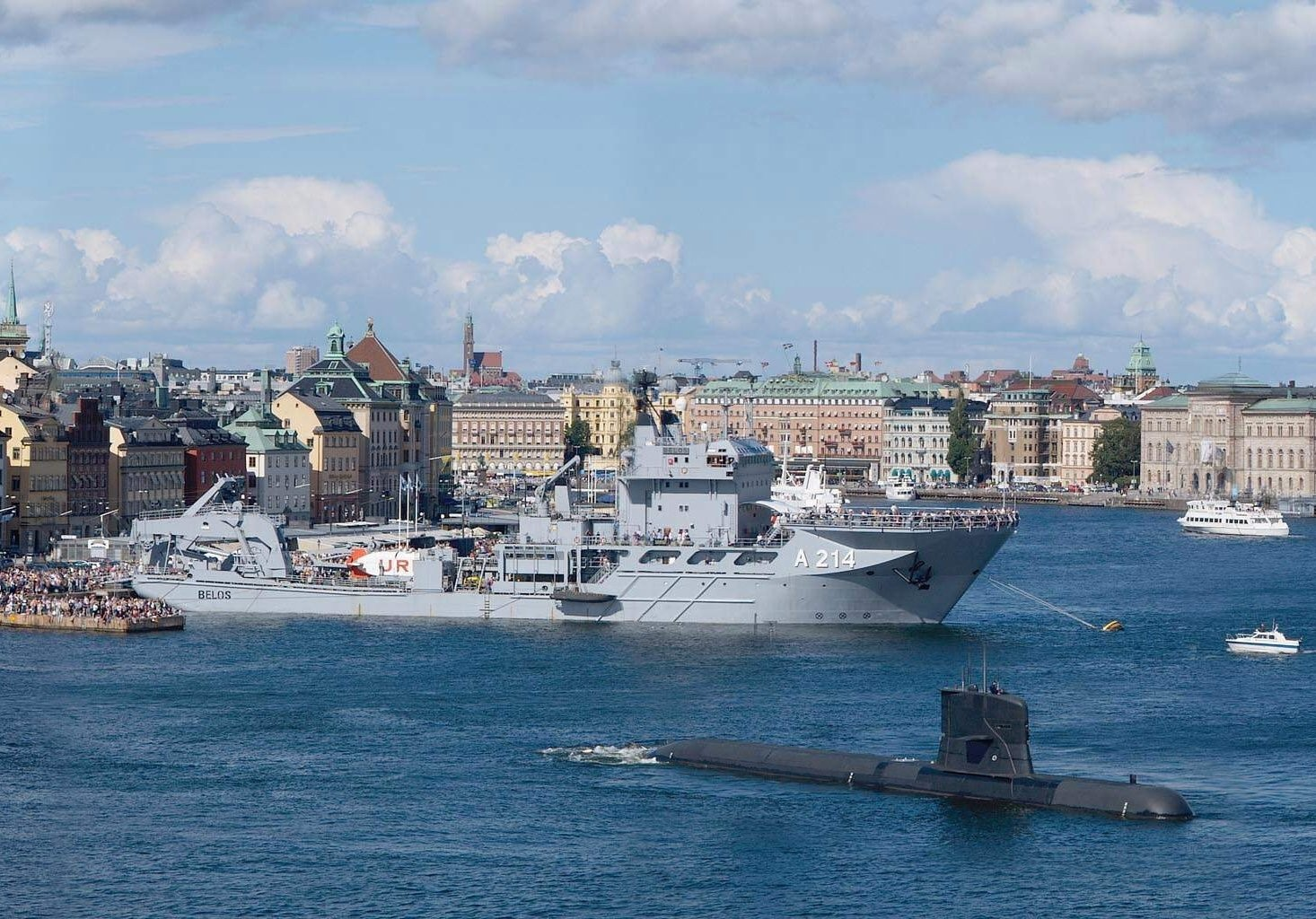
avec un sous-marin de classe Västergötland

## Navires comparables
- Classe Meteoro, en version Navire d'intervention subaquatique